# Gene Nobles
Gene „Daddy“ Nobles (* 3. August 1913 in Hot Springs, Arkansas, USA; † 21. September 1989 in Nashville, Tennessee, USA) war ein US-amerikanischer Radio-Discjockey, der von den 1940er bis in die 1970er Jahre beim Radiosender WLAC in Nashville durch das Spielen von R&B-Musik bekannt wurde.

## Leben und Werk
Nobles war ein ehemaliger Marktschreier, Bingo-Conférencier und Ansager bei mehreren kleinen Radiosendern. Er war der erste weiße Discjockey im Radio, der regelmäßig populäre afroamerikanische Musik spielte. Er war damit Vorläufer von Rock-and-Roll-Discjockeys wie Alan Freed ebenso wie von seinen WLAC-Kollegen „John R.“ Richbourg, Bill „Hoss“ Allen und Herman Grizzard. Die vier WLAC-Sprecher produzierten Abend- und Late-Night-Shows mit R&B, Soul- und Gospelmusik. Sie zogen bis weit in die frühen 1970er Jahre ein Publikum aus schwarzen und weißen Teenagern an.
Nobles hatte eine langjährige Verbindung mit Randy Wood, dem Gründer von Dot Records, und Randy’s Record Shop im nahe gelegenen Gallatin (Tennessee). Wood zog später nach Los Angeles um. Wood hat das Nobles-Programm viele Jahre lang gesponsert.
Nobles war mit Eleanor Broadwater verheiratet, die für das Lied Susie Q von Dale Hawkins (1957), das 1968 von Creedence Clearwater Revival populär gemacht wurde, als Coautorin anerkannt wurde.
Gene Nobles starb 1989 in Nashville. 1994 wurde er in der Kategorie „Non-Performer“ in die Blues Hall of Fame aufgenommen, zusammen mit seinen Radio-Kollegen Bill „Hoss“ Allen und John R.